# HD 128311 c
HD 128311 c는 목동자리 방향으로 지구로부터 약 54.14 광년 떨어진 곳에 있는 항성 HD 128311 주위를 도는 외계 행성이다. 어머니 항성을 찌그러진 궤도를 그리면서 평균 1.76 천문단위 떨어져서 돈다. 가까워질 때는 1.46(태양~화성 거리와 비슷하다), 멀어질 때는 2.06 천문단위까지 물러난다. 최소 질량은 목성의 약 3.2배로 여기서 예상할 수 있는 c의 크기는 목성 반지름의 약 1.038배로 거의 차이가 나지 않는다. 질량이 목성보다 훨씬 더 큰데다 항성으로부터 가까워서 상층부 대기가 가열됨에도 크기는 거의 비슷한 이유는, 자체 중력 때문에 압축되어 있기 때문이다.

## 참고 문헌
- Vogt;  외. (2005). “Five New Multicomponent Planetary Systems”. 《The Astrophysical Journal》 632 (1): 638–658. doi:10.1086/432901.
- Butler;  외. (2006). “Catalog of Nearby Exoplanets”. 《The Astrophysical Journal》 646 (1): 505–522. doi:10.1086/504701. 2019년 12월 7일에 원본 문서에서 보존된 문서. 2009년 6월 27일에 확인함.